# Wiaczesław Baszkirow
Wiaczesław Filippowicz Baszkirow (ros. Вячеслав Филиппович Башкиров, ur. 9 kwietnia?/22 kwietnia 1915 we wsi Łukaszowka w powiecie lgowskim w guberni kurskiej (obecnie rejon kurczatowski w obwodzie kurskim), zm. 15 lutego 2001 w Moskwie) – radziecki lotnik, generał major lotnictwa, Bohater Związku Radzieckiego (1943).

## Życiorys
W 1932 ukończył technikum lotnicze w Woroneżu i przeniósł się do Moskwy, gdzie pracował jako technik konstruktor, starszy technik konstruktor i inżynier w biurze projektowym. W 1935 ukończył centralny aeroklub w Tuszynie, a w 1936 centralną szkołę lotników-instruktorów, 1936-1940 był instruktorem w centralnym aeroklubie w Tuszynie, w 1940 ukończył Wszechzwiązkowy Zaoczny Instytut Industrialny. Od października 1940 służył w Armii Czerwonej, we wrześniu 1941 ukończył wojskową szkołę lotniczą w Czugujewie, a w styczniu 1942 kursy komisarzy wojskowych w Batajsku, od stycznia 1942 uczestniczył w wojnie z Niemcami, początkowo jako komisarz eskadry 282 (od marca 1942: 788) pułku lotnictwa myśliwskiego obrony przeciwlotniczej. Od listopada 1942 do marca 1943 był zastępcą dowódcy 39 gwardyjskiego pułku lotnictwa myśliwskiego obrony przeciwlotniczej ds. politycznych, brał udział w bitwie pod Stalingradem, we wrześniu 1942 w walce powietrznej został zestrzelony i ciężko ranny trafił do szpitala. Od marca 1943 do kwietnia 1945 był zastępcą dowódcy 907 pułku lotnictwa myśliwskiego obrony przeciwlotniczej ds. politycznych, walczył w składzie Woroneskiego Rejonu Obrony Przeciwlotniczej (maj-czerwiec 1943), Zachodniego Frontu Obrony Przeciwlotniczej (od czerwca 1943 do maja 1944) i Północnego Frontu Obrony Przeciwlotniczej (od kwietnia do października 1944), brał udział m.in. w bitwie pod Kurskiem, bitwie o Dniepr, zajmowaniu Ukrainy Prawobrzeżnej, operacji korsuń-szewczenkowskiej i białoruskiej. 6 kwietnia 1945 wskutek awarii samolotu odniósł ciężkie obrażenia i do sierpnia leczył się w moskiewskim szpitalu. 
Wykonał 181 lotów bojowych, w walkach powietrznych strącił osobiście 7 i w grupie 2 samoloty wroga. Od maja 1946 do lutego 1947 kierował biurem projektowym lotnictwa cywilnego, od lutego 1947 do lutego 1954 był naczelnikiem moskiewskiego lotniska Wnukowo, w 1950 zaocznie ukończył Wyższą Szkołę Partyjną przy KC WKP(b), później do 1955 studiował w Akademii Wojskowo-Powietrznej w Monino, później pracował w jednym z zarządów Głównego Sztabu Sił Powietrznych. W sierpniu 1957 został szefem Głównej Inspekcji Lotnictwa Cywilnego, od stycznia 1959 do grudnia 1963 zastępcą szefa Głównego Zarządu Lotnictwa Cywilnego, od lutego 1964 do czerwca 1966 szefem Zarządu Transportowego Międzynarodowych Linii Lotniczych Głównego Zarządu Lotnictwa Cywilnego (od lipca 1964: Ministerstwa Lotnictwa Cywilnego ZSRR), w grudniu 1966 przeszedł do rezerwy. W latach 1968–1990 był naczelnikiem Centralnego Domu Lotnictwa i Kosmonautyki. Został pochowany na Cmentarzu Wagańkowskim.

## Awanse
- politruk (3 stycznia 1942)
- kapitan (18 lutego 1943)
- major (6 kwietnia 1943)
- podpułkownik (19 kwietnia 1944)
- pułkownik (22 czerwca 1951)
- generał major lotnictwa (7 maja 1960)

## Odznaczenia
- Złota Gwiazda Bohatera Związku Radzieckiego (8 lutego 1943)
- Order Lenina (8 lutego 1943)
- Order Czerwonego Sztandaru (dwukrotnie, 1 sierpnia 1943 i 30 grudnia 1956)
- Order Wojny Ojczyźnianej I klasy (dwukrotnie, 22 lutego 1945 i 11 marca 1985)
- Order Czerwonego Sztandaru Pracy (16 kwietnia 1963)
- Order Czerwonej Gwiazdy (24 czerwca 1948)
- Medal „Za zasługi bojowe” (30 kwietnia 1945)

I inne.